# Таволе (Империја)
Таволе је насеље у Италији у округу Империја, региону Лигурија.
Према процени из 2011. у насељу је живело 89 становника. Насеље се налази на надморској висини од 472 м.